# Râul Stolniceni
Râul Stolniceni este un curs de apă, afluent al râului Siret. 

## Hărți
- Ovidiu Gabor - Economic Mechanism in Water Management ][nefuncțională]